# 埃爾卡門 (桑坦德省)
埃爾卡門是哥倫比亞的城鎮，位於該國東北部，由桑坦德省負責管轄，距離首府布卡拉曼加178公里，面積914平方公里，海拔高度1,160米，2005年人口18,103。
6°41′53″N 73°30′40″W / 6.69806°N 73.5111°W